# Diego Tagle Echeverría
Diego Antonio Tagle Echeverría; político y abogado chileno. Nació en Santiago, en diciembre de 1811. Falleció en la misma ciudad, en 1876. Casado en 1835, con María Loreto Avaria Santelices, con quien tuvo un solo hijo.
Estudió en el Instituto Nacional, de donde se graduó de abogado en 1838. Fue secretario de la Corte de Apelaciones de Santiago y luego se trasladó a trabajar como secretario de la Aduana de Valparaíso, para pasar luego a la Intendencia de Aconcagua, como administrativo.
Militante del Partido Nacional, fue elegido Senador por las provincias del Biobío y Arauco para el 1846-1861; integrando la Comisión permanente de Legislación y Justicia.
Luego, solo por Arauco, en el período 1861-1876, integró la Comisión permanente de Guerra y Marina. Paralelamente, en 1870, fue elegido diputado por Curicó, cuando aún no se promulgaba la Ley de Incompatibilidades parlamentarias.
Falleció poco antes de terminar su mandato senatorial.